# Москино (мода)
Москино е италианска модна дизайнерска къща и производител на женска, мъжка и детска мода.

## История
Марката е създадена през 1983 година от покойния Франко Москино (1950 – 1994).
Москино и неговата модна къща придобиват известност чрез иновативния, пъстър, понякога ексцентричен дизайн, критиките си към модната индустрия и социално насочените кампании в началото на 90-те. След преждевременната смърт на Москино, Росела Джардини, негова бивша асистентка, става творчески директор. Марката е част от модната група Aeffe от 1999 година. През 2006 година Москино прави дизайна на костюмите за церемонията по откриването на Зимните Олимпийски Игри в Торино през 2006 година. Москино също така е дизайнер на костюмите на Кайли Миноуг за турнето и през 2005 година Showgirl – The Greatest Hits Tour и през 2008 година за турнето на Мадона Sticky & Sweat Tour.

## Марки
Модната къща се състои от няколко марки: Moschino (основна мъжка и дамска линия), Moschino Cheap and Chic (втора женска линия създадена през 1988 година), Love Moschino (мъжка и женска младежка линия, позната като Moschino Jeans от 1986 до 2008 година). В допълнение с марката Москино се предлагат: аксесоари, бижута, парфюми, козметика, а дори и шлемове и каски. През 2009 година Москино открива и свой собствен концептуален хотел в Милано"Maison Moschino".

## Бутици
Москино разполага със свои бутици в Ню Йорк, Лондон, Рим, Милано, Капри, Берлин, Париж, Вилнюс, Истанбул, Днипро, Киев, Москва, Санкт Петербург, Екатеринбург, Алмати, Дубай, Джеда, Бахрейн, Салмия, Кувейт, Доха, Пекин, Нандзин и др.